# Domaine provincial de Bokrijk

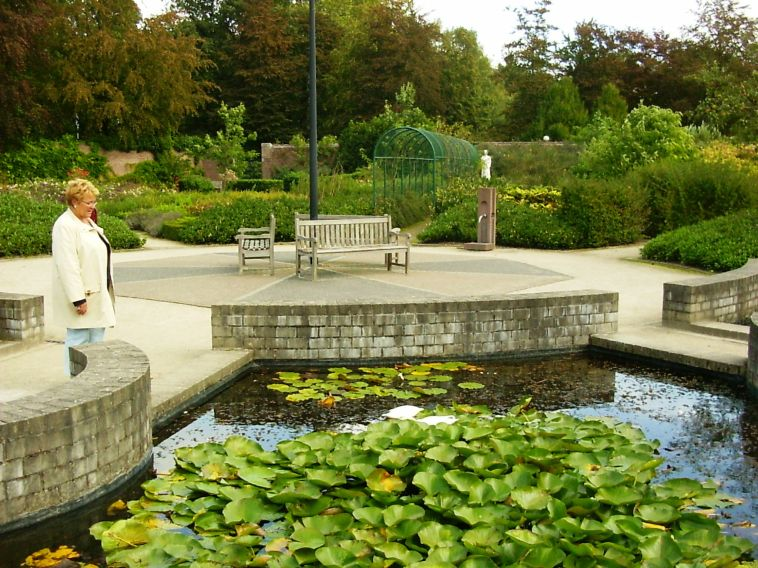
Jardin de couleurs et de senteurs

Le domaine provincial de Bokrijk, situé sur la commune belge de Genk, est particulièrement connu pour son musée en plein air. Ancienne propriété de l'abbaye d'Herckenrode, ce domaine aménagé autour d'un château de la fin du XIXe siècle, s'étend sur 550 ha dont 150 ha de bois et 40 ha d'étangs.
Initialement, l'ancien gouverneur de la province du Limbourg Louis Roppe voulut empêcher la disparition de bâtiments locaux de valeur culturelle ou historique. Il les a fait transmettre au domaine de Bokrijk. Les bâtiments voués à la destruction, mais originaires d'autres provinces, ont également trouvé ici leur place.
Les principales constructions (dont un moulin à vent, une église, des demeures bourgeoises et paysannes), datent du XIXe siècle. Ces constructions reprennent ici vie.
En 1971, le domaine provincial de Bokrijk reçoit la Pomme d'or, distinction internationale qui le consacre meilleur site touristique d’Europe. Le domaine est fréquenté par un large public, et agrémenté de jardins ludiques, de senteurs et de couleurs, d'un arboretum. Il est intégré aux parcours cyclistes et pédestres de la province du Limbourg. 